# Königreich Sachsen
Das Königreich Sachsen entstand aus dem Kurfürstentum Sachsen und existierte von 1806 bis 1918. Es gehörte von 1806 bis 1815 dem Rheinbund und von 1815 bis 1866 dem Deutschen Bund an. Seit 1867 war es Bundesstaat des Norddeutschen Bundes und von 1871 bis 1918 des Deutschen Reiches. Die Hauptstadt war Dresden. Der Wahlspruch des Königreichs Sachsen und des Hauses Wettin lautete „Providentiae memor“ (lat. Der Vorsehung eingedenk).

## Geografie

### Gebietsstand 1806/07

Königreich Sachsen 1806/07 (Hauptkarte) und nach den Gebietsabtrennungen vom Mai 1815 (Nebenkarte)

Hervorgegangen ist das Königreich aus dem Kurfürstentum Sachsen, dessen um 1800 erreichter Gebietsstand hauptsächlich im Ergebnis der Übertragung der sächsischen Kurwürde an die wettinischen Markgrafen von Meißen 1423, des Übergangs der Kurwürde von den ernestinischen an die albertinischen Wettiner nach der Wittenberger Kapitulation 1547 sowie des Zugewinns von Ober- und Niederlausitz im Prager Frieden 1635 resultierte.
Das Königreich umfasste Ende 1806
- das Gebiet der alten Markgrafschaft Meißen bestehend aus dem Meißnischen Kreis (u. a. mit Meißen, Dresden, Torgau, Pirna, Oschatz, Riesa, Großenhain, Elsterwerda, Finsterwalde, Senftenberg), dem Leipziger Kreis (u. a. mit Leipzig, Grimma, Rochlitz, Borna) und dem Erzgebirgischen Kreis (u. a. mit Chemnitz, Zwickau, Annaberg, Freiberg) unter Einschluss der alten Herrschaft Schönburg (u. a. mit Glauchau) und dem südlich angrenzenden (sächsischen) Vogtland (Vogtländischer Kreis u. a. mit Plauen),
- die alten sächsischen Kurlande mit ihrer Hauptstadt Wittenberg (Kurkreis einschließlich der Grafschaft Brehna, neben Wittenberg u. a. mit Belzig, Bitterfeld, Liebenwerda),
- Ausläufer in Ost- und Nordthüringen (Neustädter Kreis u. a. mit Neustadt an der Orla; Thüringischer Kreis u. a. mit Langensalza, Sangerhausen, Weißenfels).
- Dazu traten als verfassungsmäßig eigene Länder die Markgrafschaften Oberlausitz (u. a. mit Budissin [= Bautzen], Görlitz, Löbau, Kamenz, Lauban, Zittau) und Niederlausitz (u. a. mit Lübben, Guben, Sorau, Fürstenberg (Oder)), die säkularisierten Stiftsgebiete Meißen (u. a. mit Bischofswerda, Wurzen), Merseburg und Naumburg-Zeitz, das Fürstentum Querfurt (unter Einschluss des zugehörigen Landstriches um Jüterbog und Dahme) sowie die Harzgrafschaften Stolberg-Stolberg und Stolberg-Roßla sowie der unter sächsischer Hoheit stehende Teil der Grafschaft Mansfeld (u. a. mit Eisleben, Hettstedt).
- Eingebettet in die Markgrafschaft Niederlausitz lag die Cottbuser Enklave, die Preußen im Tilsiter Frieden am 9. Juli 1807 an Sachsen abtreten musste (Art. 2 und 12 des franko-preußischen Abkommens). Im Gegenzug dafür gab Sachsen am 13. März 1808 einen Großteil des sächsischen Anteils der Grafschaft Mansfeld an das Königreich Westphalen ab.

## Geschichte des Königreiches

Grenzen des Königreichs Sachsen nach dem Wiener Kongress

### Auswirkungen der Französischen Revolution

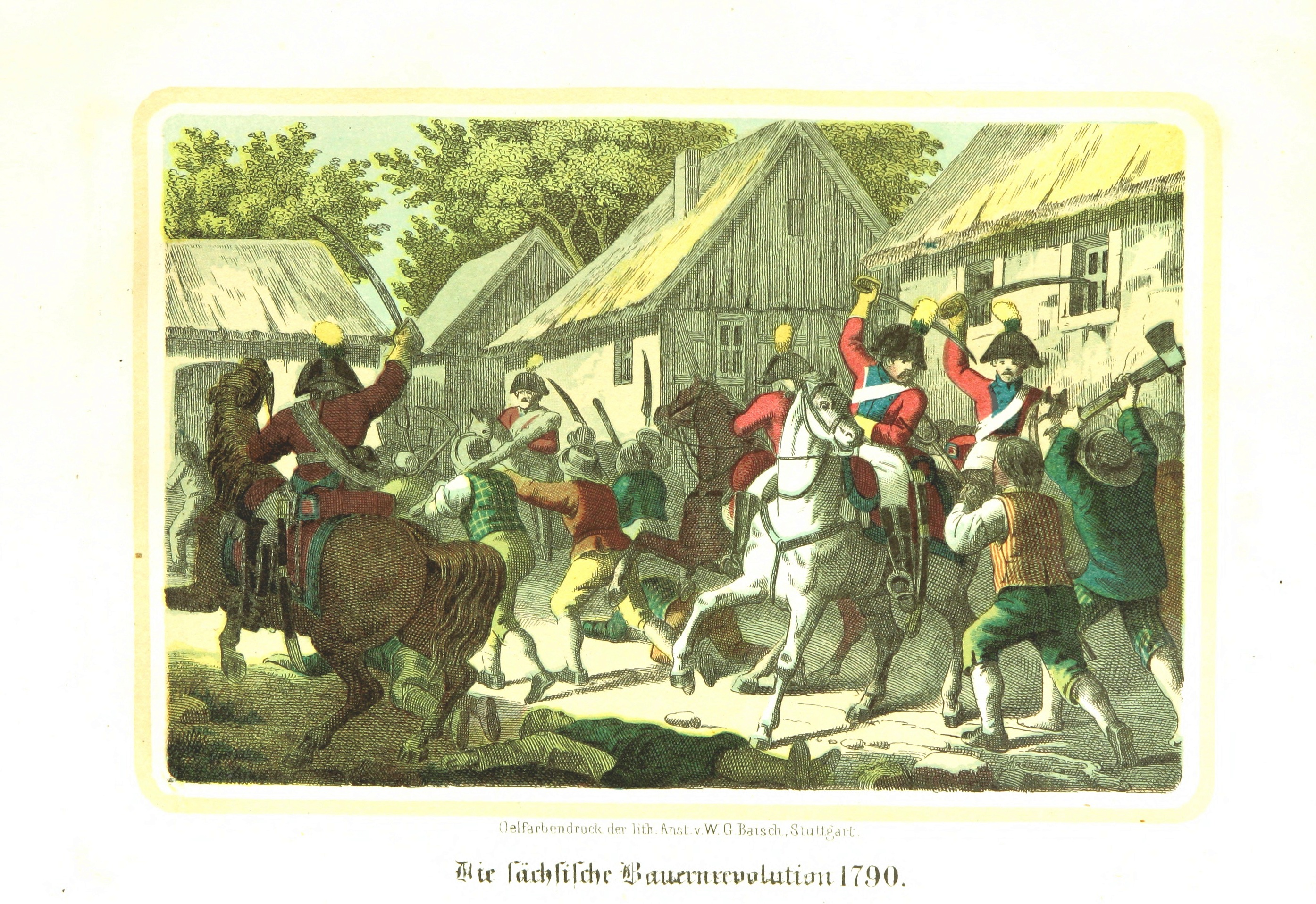
Die sächsische Bauernrevolution 1790

Der Vorläuferstaat des Königreichs war das Kurfürstentum Sachsen. Dieses hatte sich seit Ausgang des Mittelalters zu einem komplexen Territorium in der Mitte Deutschlands entwickelt. Es gehörte bis zu den Schlesischen Kriegen zu den bedeutendsten protestantischen Staaten des Heiligen Römischen Reiches, wurde dann aber vom nördlichen Anrainer Brandenburg-Preußen verdrängt. Die Beziehungen zu Preußen verkehrten sich ins Gegenteil, wodurch die politische Bedeutung Sachsens nach 1763 deutlich geschrumpft war. Dafür florierte die Wirtschaft und eine hoch entwickelte Städte- und Gewerbelandschaft prägte den prosperierenden Kurstaat zum Ausgang des 18. Jahrhunderts.
Zu dieser Zeit kündigten sich umfassende Veränderungen in Europa an. Die politischen, gesellschaftlichen und wirtschaftlichen Verhältnisse wurden im Zuge der Französischen Revolution nach 1789 in ganz Europa neu geordnet. Die revolutionären Gedanken aus Frankreich wurden auch hier gehört. Aufstände wie in Frankreich brachen aber zunächst noch nicht aus. Erst 1790 kam es zum Sächsischen Bauernaufstand gegen die repressive Obrigkeit der Landbesitzer. Diese Unruhen hatten aber nicht dieselbe Dynamik wie in Frankreich und wurden im September 1790 militärisch unterdrückt. Teile des Bürgertums sowie die Intelligenz intensivierten unter dem Einfluss des revolutionären Gedankengutes ihre Kritik an der absolutistischen Herrschaft im Kurfürstentum Sachsen. Dem setzte der sächsische Staat Zensurvorschriften an den Universitäten des Landes und polizeiliche Untersuchungen einschließlich empfindlicher Strafen gegen bekannte Wortführer entgegen.
Die europäischen Monarchien versuchten in den 1790er Jahren die revolutionäre Gefahr, die von der Französischen Revolution ausging, zu unterdrücken, ein weiteres Ausgreifen in andere Länder zu unterbinden und das System der Ancien Régimes wieder zu stabilisieren. Dadurch kam es zu schweren kriegerischen Auseinandersetzungen in Europa. Gemäß der Pillnitzer Deklaration gehörte Sachsen zu den Ländern, die an der Seite Preußens gegen die Französische Revolution kämpften. Das revolutionäre Frankreich stabilisierte sich, schlug die Invasoren zurück und begann sich bis tief auf das Territorium des Heiligen Römischen Reiches auszudehnen. Durch den Reichsdeputationshauptschluss von 1803 wurden 112 der kleineren und größeren Herrschaftsbereiche als Reichsstände aufgelöst, was einer Neuordnung des deutschen Reichsgebietes gleichkam. Als am 16. Juli 1806 die unter französischer Vorherrschaft im Rheinbund zusammengeschlossenen Herrschaften ihren Austritt aus dem Reich erklärten, legte Kaiser Franz II. am 6. August 1806 nach einem Ultimatum Napoleons die römisch-deutsche Kaiserkrone nieder. Das Alte Reich hatte damit aufgehört zu bestehen.

### Krieg mit Frankreich an der Seite Preußens
Die Situation war für das im europäischen Maßstab nicht sehr bedeutende Kursachsen schwierig. Bis 1806 verfolgte Kurfürst Friedrich August III. deshalb peinlich genau ein politisches Konzept, welches weitgehend auf eine aktive Außenpolitik verzichtete und auf den Grundsätzen von Neutralität, Treue zur Reichsverfassung und Friedenssicherung basierte. Dazu gehörte auch die exakte Einhaltung einmal getroffener Bündnisverpflichtungen. Um nicht in Konflikt mit den Teilungsmächten Polens, Russland und Österreich, zu geraten, hatte Friedrich August 1792 auf die polnische Königskrone verzichtet. Auch als Europa nach 1804 machtpolitisch in zwei Lager auseinanderdriftete, mit einem um Österreich erweiterten englisch-russischen Offensivbündnis einerseits und den um das Kaiserreich Frankreich gescharten Rheinbundstaaten andererseits, glaubte Kursachsen eine Zeit lang, sich aus den weltpolitische Dimensionen annehmenden Auseinandersetzungen heraushalten zu können. Das Festhalten an einer konsequenten Neutralitätspolitik war aus sächsischer Sicht verständlich, schließlich hatte sie eine 40-jährige Friedenszeit garantiert.
Nach dem Zerfall des Reiches stand die Landesherrschaft aber allein ohne Bündnispartner da. Auf Initiative Preußens traten Sachsen und Hessen-Kassel in Vertragsverhandlungen zur Bildung eines Norddeutschen Bundes (Defensivbündnis) als Gegengewicht zum Rheinbund ein. Diese Anlehnung an Preußen zog Kursachsen in den grundsätzlichen Konflikt mit dem napoleonischen Frankreich hinein. Es kam zwar zu keinem Abschluss eines formalen Bündnisvertrags mit Preußen, dennoch vereinigten sich die 22.000 sächsischen Soldaten mit dem preußischen Hauptheer im Herbst 1806, um sich der französischen Invasion entgegenzustellen. So standen die sächsischen Truppen mit Preußen auf den Schlachtfeldern von Jena und Auerstedt (1806) im Krieg gegen das napoleonische Frankreich, das nach der europäischen Vorherrschaft strebte. Hier erlitt das vereinte preußisch-sächsische Heer eine vernichtende Niederlage gegen Napoleon. Ganz Sachsen wurde in der Folge besetzt. In Dresden zogen 10.000 bayerische Soldaten sowie ein französischer Stadtkommandant ein. Leipzig war am 14. Oktober 1806 vom französischen Marschall Louis-Nicolas Davout besetzt worden und musste eine Million Taler für die Stationierung der feindlichen Soldaten in der Stadt aufwenden. Frankreich war aber bemüht, die Allianz Sachsens mit Preußen zu beenden und die Rolle als sächsische Schutzmacht von Preußen zu übernehmen.
Sachsen wurde in vier Arrondissements eingeteilt. Die Verwaltungsmittelpunkte nach dieser Gebietsreform waren Naumburg, Leipzig, Wittenberg und Dresden. Das öffentliche Leben wurde nun von der französischen Verwaltung dominiert, welche sich vor allem um die Eintreibung der Kontributionen, die Beschlagnahme aller Steuergelder sowie des kurfürstlichen Eigentums, die Konfiszierung aller englischen Waren und den Unterhalt von Militärlazaretten kümmerte. In Naumburg, Leipzig, Wittenberg, Dresden, Weißenfels und Merseburg wurden französische Garnisonen eingerichtet. Die sächsischen Verwaltungsorgane blieben zwar bestehen, waren aber an die Vorgaben Napoleons und seiner Beamten gebunden.

### Frieden mit Frankreich und Beitritt zum Rheinbund

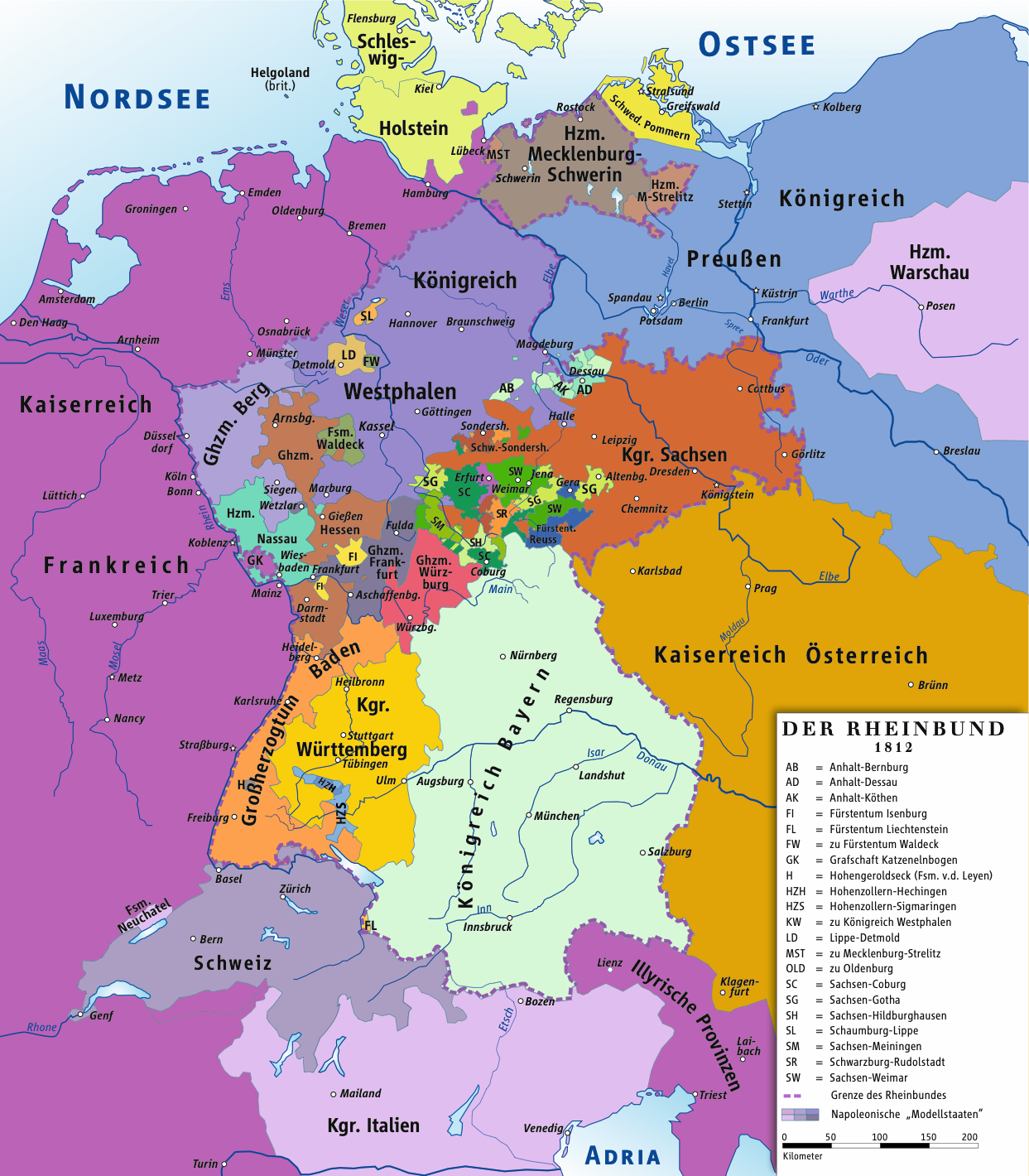
Rheinbund 1812

Mit der Unterzeichnung des Posener Friedensvertrages zwischen Frankreich und Sachsen schied Sachsen aus dem Vierten Koalitionskrieg aus. Im Posener Frieden musste das von Napoleon besetzte Sachsen dem Rheinbund beitreten (Art. 2) und verschiedene in Thüringen gelegene Gebiete abtreten (Art. 7), erhielt dafür aber als Entschädigung die preußische Enklave um Cottbus zugesagt (Art. 6) und wurde nach Bayern und Württemberg nun ebenfalls zum Königreich erhoben (Art. 3). Außerdem wurde in Sachsen das römisch-katholische dem evangelisch-lutherischen Bekenntnis rechtlich gleichgestellt (Art. 5). Die Schattenseite des Vertrags von Posen war die zunehmende Abhängigkeit Sachsens von Frankreich.

### Erhebung zum Königreich
Am 20. Dezember 1806 erfolgte die Ausrufung des regierenden Kurfürsten Friedrich August des Gerechten zum König von Sachsen. Die Verkündung stieß auf kein besonderes Echo, vermutlich deshalb, weil der Königstitel seit mehr als einhundert Jahren in Sachsen geläufig war. Die Königswürde empfing Friedrich August gleichwohl erst Ende 1806 aus der Hand Napoleons und diesmal nun als sächsische Krone; wenige Monate danach wurde er allerdings auch als Herrscher in Polen eingesetzt.
Bei der Annahme der Königswürde erklärte König Friedrich August I. öffentlich, dass er die bisherige ständische Verfassung Sachsens unverändert beibehalten werde. Er bestätigte dies ein weiteres Mal am 10. Mai 1807 anlässlich einer Ständeversammlung. Damit blieb das komplizierte System einer Koexistenz von nicht weniger als 20 unterschiedlichen Gebietsverfassungen innerhalb Sachsens bestehen, die alle eigene Behörden, Verwaltungen, Gerichtsverfassungen und ständische Korporationen hatten und von der zentralen Verwaltung in Dresden relativ unabhängig agierten. An Reformbestrebungen mangelte es nicht: Zwischen 1808 und 1815 erschienen nicht weniger als 43 Schriften zum Problem umfassender Reformen im Königreich Sachsen. Doch die Vereinheitlichung der verschiedenen Landesteile und ihrer Verfassungen, die Einführung von Fachministerien, die Vereinfachung der Prozessordnung oder die Trennung von Verwaltung und Justiz blieben unerfüllte Träume der zumeist bürgerlichen sächsischen Reformer.
Im Französisch-Österreichischen Krieg von 1809 erklärte das Königreich Sachsen als Mitglied des Rheinbundes am 24. April Österreich offiziell den Krieg. Dresden wurde am 11. Juni 1809 von österreichischen Truppen kurzzeitig besetzt, bevor es von französischen Truppen befreit wurde. An der entscheidenden Schlacht bei Wagram am 5./6. Juli 1809 kämpften auf französischer Seite auch sächsische Truppen und erlitten dort hohe Verluste.

### Niederlage und Teilung des Königreichs auf dem Wiener Kongress 1815

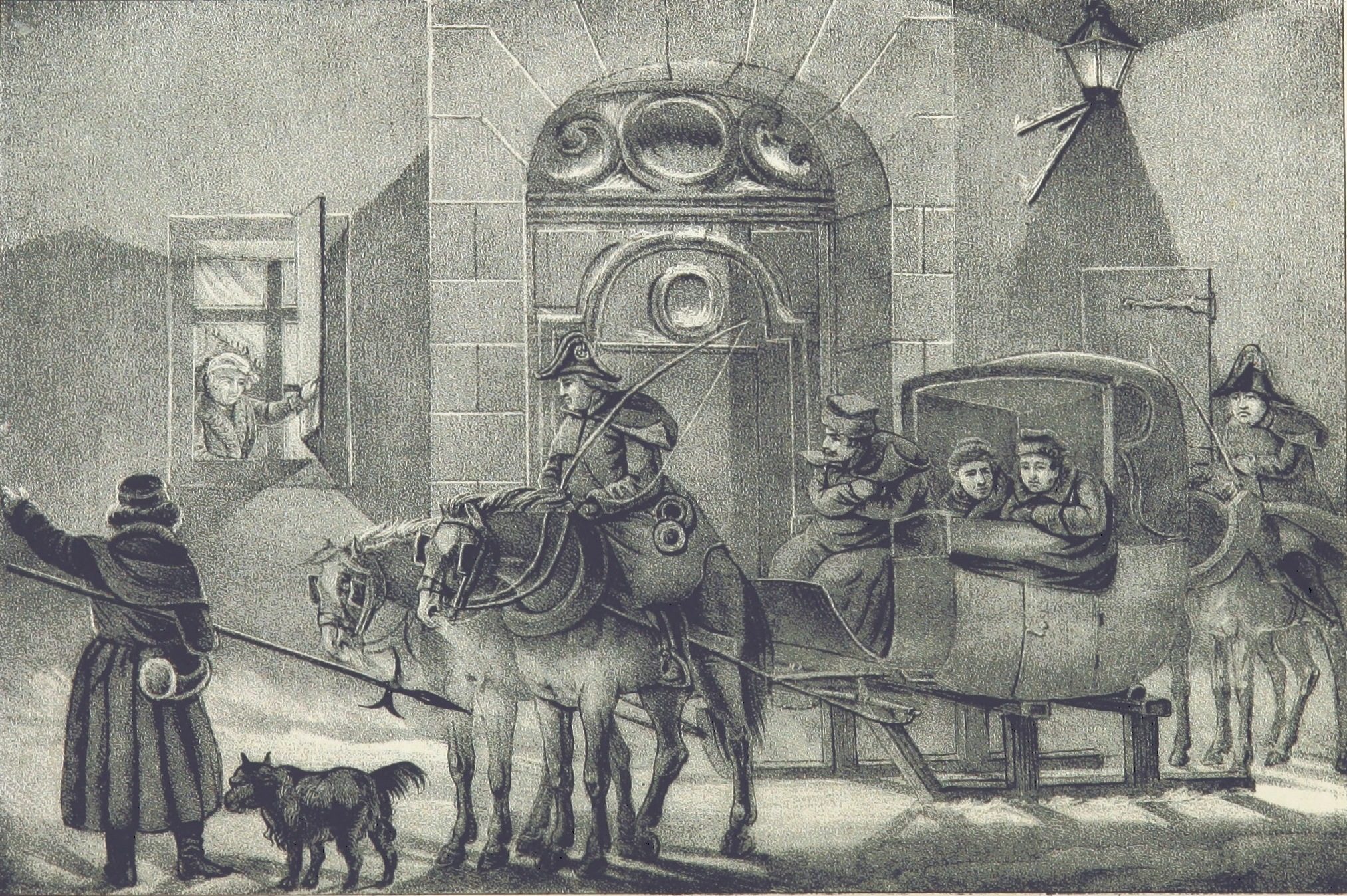
Napoleons nächtliche Ankunft in Dresden am 14. Dezember 1812, morgens um 4 Uhr

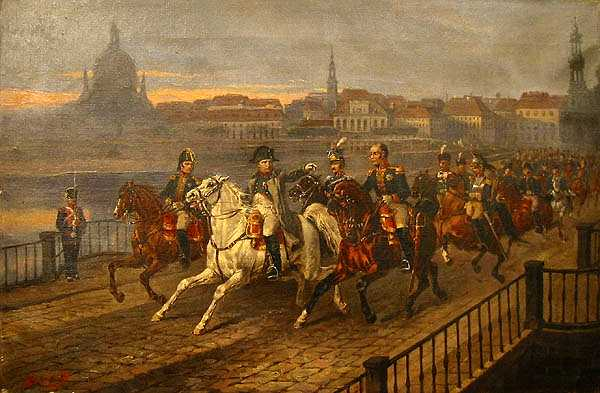
Im Vorfeld der Völkerschlacht bei Leipzig überquert Napoleon Bonaparte im August 1813 die Elbe bei der Schlacht um Dresden.

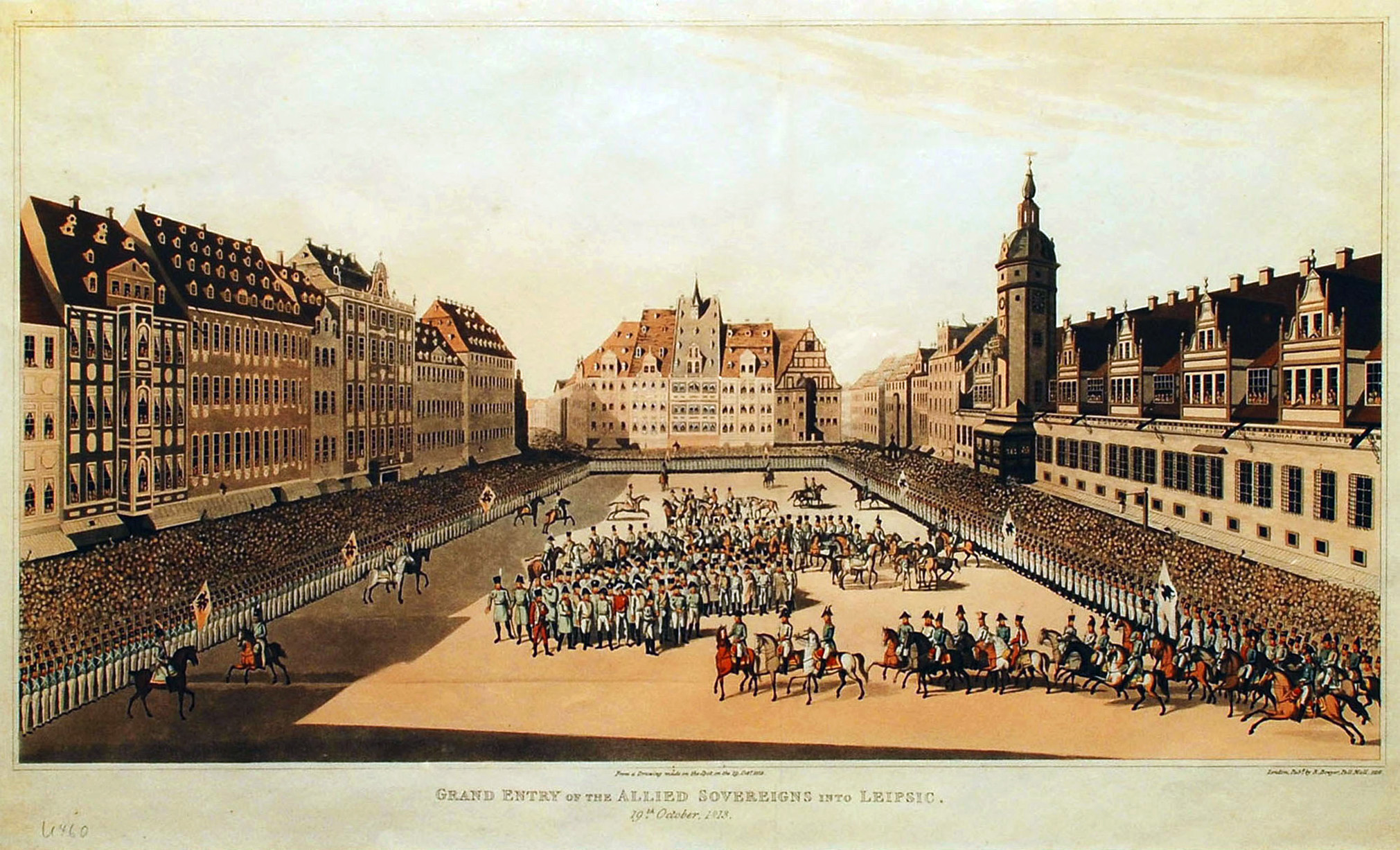
Einzug der alliierten Heerführer, angeführt von Feldmarschall Karl Philipp Fürst Schwarzenberg, am 19. Oktober 1813 auf den Leipziger Markt (idealisierte Darstellung)

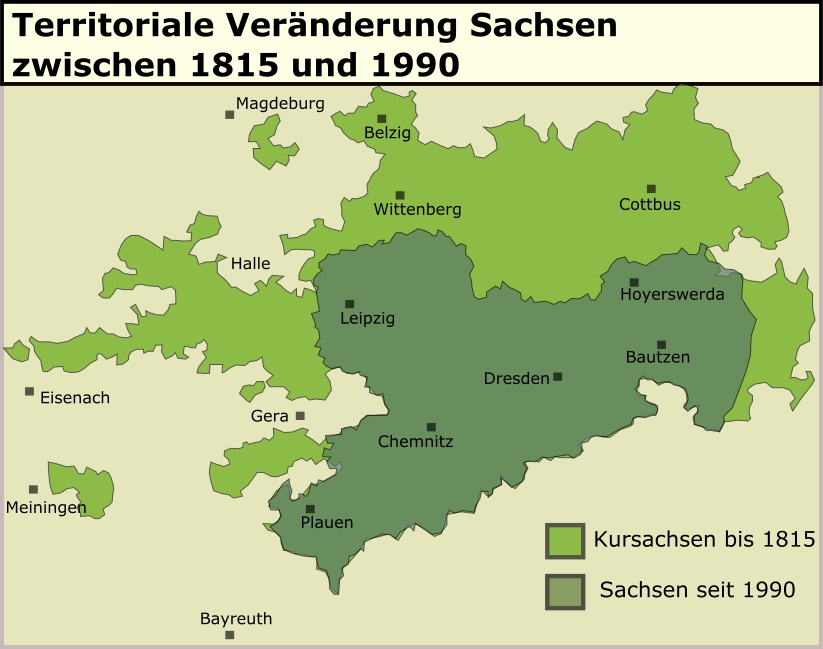
Territoriale Entwicklung Sachsens zwischen 1815 und 1990

Das Königreich Sachsen nahm auch am Russlandfeldzug von 1812 mit 21.000 Soldaten im Rahmen des Rheinbundes teil. Dieser endete in einer militärischen Katastrophe für die Invasoren. Am 24. Dezember 1812 traf der sächsische Gesandte am Hauptquartier der Grande Armée in Vilnius, Generalmajor Karl von Watzdorf, wieder in seiner Heimat ein und unterrichtete das sächsische Kabinett über die reale militärische Lage jenseits der offiziellen Meldungen. Zudem trafen bald die ersten Überlebenden auf sächsischem Boden ein und berichteten über die Vernichtung der Grande Armée.
Napoleon, der nach seinem erfolglosen Russlandfeldzug zahlreiche neue französische Streitkräfte in Sachsen stationierte, wählte damit das Territorium Sachsens als eigene Operationsbasis und Hauptkriegsschauplatz der kommenden Befreiungskriege auf deutschem Boden gegen russische, österreichische und preußische Truppen. Der Neuaufbau der sächsischen Armee und die Versorgung der französischen Truppen bedeuteten eine immense finanzielle Belastung für Sachsen. Am 5. Juni 1813 berief Friedrich August I. eine Deputation der Landstände ein, um mit ihnen über die schwierige Beschaffung der von Napoleon geforderten Mittel zu beraten. Sachsen geriet durch die Versorgung und die Ausrüstung der französischen und der eigenen Truppen im späten Frühjahr und Sommer 1813 in eine desolate wirtschaftliche Lage.
Die Schlacht bei Bautzen, die Schlacht bei Dresden und die Völkerschlacht bei Leipzig waren die militärischen Höhepunkte der Kämpfe um Sachsen und um Deutschland. Dementsprechend hatte auch die sächsische Zivilbevölkerung in den umkämpften Gebieten viel zu leiden. Besonders betroffen waren durch die Gefechte die westliche Oberlausitz (Bischofswerda wurde in Brand geschossen und verwüstet) und 44 Dörfer niedergebrannt, 260 Dörfer geplündert, Räcknitz bei Dresden sowie die Dörfer in der Umgebung von Leipzig wurden während der Völkerschlacht im Oktober 1813 verwüstet. Im Gegensatz zu den meisten anderen Rheinbundstaaten hatte sich Friedrich August I. im Herbst 1813 nicht auf die Seite der Verbündeten geschlagen, obwohl Teile des Militärs schon mit Beginn der Befreiungskriege Anfang 1813 die Seiten wechselten. König Friedrich August I., fiel als Verbündeter Napoleons nach der Völkerschlacht von Leipzig in alliierte Gefangenschaft. Das Generalgouvernement Sachsen wurde vom 21. Oktober 1813 bis zum 9. November 1814 von Fürst Repnin-Wolkonski verwaltet. Dieser organisierte die Ableistung von Kontributionen und Truppenkontingenten. Sachsen verlor durch den Krieg, Hungersnöte und Epidemien während des Kriegs 200.000 Menschen. 150 Orte wurden zerstört.
Nach dem Untergang Napoleons zeigte sich Preußen fest entschlossen, Sachsen vollständig zu annektieren. Preußen und Russland hatten am 28. Februar 1813 in dem Vertrag von Kalisch die beidseitigen Territorialansprüche in Europa im Falle eines Sieges über Napoleon vereinbart. Darin sollte Preußen mit ganz Sachsen und Russland mit dem Herzogtum Warschau belohnt werden. Als Kriegsverlierer endete Sachsens Status als europäische Mittelmacht auf dem Wiener Kongress 1815. Die vollständige Inkorporation Sachsens durch Preußen wurde nur aufgrund des Widerstands österreichischer und englischer Diplomaten vermieden. Diese fürchteten ein zu starkes Preußen. Mittendrin agierte ohne offizielle Zulassung der sächsische Gesandte Friedrich Albrecht von der Schulenburg. Er setzte sich zwar vehement für den uneingeschränkten Erhalt seines Landes ein, hatte aber als Kriegsverlierer eine schlechte Verhandlungsposition. Im Januar 1815 drohte der sächsisch-polnische Konflikt in einem erneuten Krieg zu eskalieren. So formierten sich für kurze Zeit neue Allianzen; Russland und Preußen standen Österreich, Frankreich und Großbritannien gegenüber. Da beide Seiten aber einen weiteren kriegerischen Konflikt unbedingt vermeiden wollten, reduzierten Preußen und Russland ihre Forderungen.
Das Königreich Sachsen wurde nicht aufgelöst, sondern um mehr als die Hälfte verkleinert, von ursprünglich 35.801,35 km², fielen 20.841,86 km² nach anderen Angaben 20.230 km² mit 767.441 Einwohnern an Preußen. Das entsprach einem 58,2-prozentigen Gebietsverlust und einem 39,4-prozentigen Verlust der Vorkriegsbevölkerung. Das Königreich Sachsen hatte somit 1815 einen Gebietsstand von 14.959,49 km² und eine Bevölkerungszahl von 1.178.802 Einwohnern. Zu den abzutretenden Gebieten gehörte die Niederlausitz mit Cottbus und der nördliche Teil der Oberlausitz um Görlitz (der größtenteils Schlesien zugeordnet wurde), der Kurkreis mit Gommern und Barby, der Thüringische Kreis und der Neustädter Kreis, Mansfeld, Querfurt, die säkularisierten ehemaligen Stifte Naumburg-Zeitz und Merseburg sowie die nördlichen Teile des Meißnischen Kreises und obendrein einige Ämter des Kreises Leipzig.
Dem Bündnis gegen den aus Elba zurückgekehrten Napoleon trat Sachsen am 27. Mai 1815 bei und verpflichtete sich, 8000 Mann Linientruppen und 8000 Mann Landwehr für den Kampf gegen ihn zur Verfügung zu stellen.
Für die praktische Durchführung der Landesteilung setzten wie in Artikel drei des Friedensvertrags vom 18. Mai 1815 zwischen Sachsen und Preußen vereinbart, beide Seiten für diesen Zweck jeweils eine Kommission ein. Am 1. Juli 1815 wurden durch ein Mandat Karl August von Hardenberg, General Friedrich Wilhelm Leopold von Gaudi, der bereits als Generalgouverneur in Sachsen tätig gewesen war, und der Staatsrat Johann Georg Friedrich von Friesen zu Mitgliedern der „Königlich Preußischen Commission zur Ausgleichung mit dem Königreich Sachsen“ ernannt und nach Dresden geschickt. In Sachsen wurde die „Königlich Sächsische Friedensvollziehungs- und Auseinandersetzungs-Comission“ ins Leben gerufen. Es dauerte insgesamt vier Jahre, bis im September 1819 die Ratifikationsurkunden der „Haupt-Convention“ ausgetauscht werden konnten. Durch die neue Grenzziehung waren viele wichtige Handelsverbindungen unterbrochen worden.
Das verkleinerte Königreich Sachsen, in das Friedrich August I. nach über anderthalbjähriger Abwesenheit zurückkehrte und wo er am 7. Juni 1815 in Dresden begeistert empfangen wurde, hatte mit erheblichen finanziellen Belastungen durch die Teilung zu kämpfen, erholte sich jedoch wirtschaftlich bald wieder. Eine bedeutende politische Rolle spielte Sachsen nach 1815 in Deutschland nicht mehr; die glanzvollen Zeiten der sächsischen Kurfürsten als führende protestantische Macht in Deutschland waren ebenso endgültig vorbei wie die polnisch-sächsische Personalunion.

### Unruhen 1830
1827 war König Friedrich August I. verstorben. Seine Nachfolge trat König Anton an – ein Herrscher, der den antiliberalen Kurs seines Vorgängers weiterverfolgte und nur wenige Reformen durchführte. Die Bevölkerung lastete diese Entwicklung jedoch weniger dem Monarchen selbst als vielmehr dessen Kabinettsminister Detlev von Einsiedel an. Einsiedel blieb die politisch dominierende Figur im Königreich Sachsen. Die enttäuschten Hoffnungen der Bevölkerung auf einen politischen Kurswechsel stärkte die Unzufriedenheit im Land. Im Juni 1830 – noch vor der Julirevolution in Frankreich – kam es zu ersten Unruhen in Leipzig. In der Stadt wurde zu diesem Zeitpunkt das 300-jährige Jubiläum der Confessio Augustana von 1530 gefeiert. Die Leipziger empfanden es jedoch als Schikane, dass die lokale Obrigkeit bei den feierlichen Prozessionen das Tragen von studentischen Uniformen – in dieser Zeit ein Symbole des Liberalismus – verbot. Nur mit Hilfe eines Polizeiaufgebotes konnte der Protest erstickt werden. In Folge der französischen Julirevolution wiederholte sich dann im September 1830 der Protest auf den Straßen von Leipzig. Das rigorose Agieren der Polizei ließ den Widerstand der anwesenden Handwerksgesellen, Studenten, Manufakturarbeiter und Lehrlinge gegen Staatsgewalt und Magistrat stärker noch als im Juni anwachsen. In Petitionen, die dem Stadtrat am 4. September 1830 übergeben wurden, warfen die Aufständischen der Stadtverwaltung unnötige Härte und Willkür vor. Sie forderten außerdem eine Erneuerung des Polizeiwesens und niedrigere Abgaben. Von Leipzig aus griff der Protest noch in derselben Woche auf die Residenzstadt Dresden über. König Anton berief eine Sicherheitskommission ein, in der sein in der Bevölkerung beliebter Neffe Friedrich August den Vorsitz erhielt. Am 13. September 1830 trat Einsiedel auf Wunsch des Königs zurück. Der liberaler eingestellte Bernhard von Lindenau nahm als Kabinettsminister dessen Position ein. Der Monarch gab auch dem öffentlichen Druck nach einer Mitregentschaft von Friedrich August und der Ausarbeitung einer Verfassung nach. Letztere sollte schließlich im September 1831 in Kraft treten.

### Weitere Ereignisse
Als wichtige Ereignisse in der Geschichte des Königreiches gelten
außenpolitischder Verlust der staatlichen Souveränität nach dem preußischen Beitrittsdiktat zum Norddeutschen Bund 1866. Ursprünglich wollte Preußen das Königreich Sachsen komplett einverleiben, aber durch das Verhandlungsgeschick von General Alfred Graf von Fabrice und durch die Fürsprache des österreichischen Kaisers Franz Joseph I. konnte dies vermieden werden. Fabrice konnte soviel Vertrauen aufbauen, dass sogar ein eigenes Sächsisches Armeecorps mit eigenen Feldzeichen, Einrichtungen, Uniformierung, Bewaffnung erhalten blieb und dieses in die Armee des Norddeutschen Bundes eingegliedert wurde. Die Lösung dieser Aspekte war die Voraussetzung dafür, dass das Königreich Sachsen erhalten blieb. 1870/71 nahm das Königreich am Deutsch-Französischen Krieg teil und wurde 1871 Teil des neu begründeten Deutschen Reiches. Da es bei den Waffenstillstandsgesprächen in Frankreich zu Verhärtungen gekommen war, beauftragte der Reichskanzler Otto von Bismarck den sächsischen Kriegsminister Alfred von Fabrice die Gespräche zu übernehmen. Er wurde zum Generalgouverneur für das besetzte Frankreich ernannt und vermittelte erfolgreich alle zur Durchführung der Friedensvorbereitungen wichtigen Angelegenheiten.
innenpolitischder Übergang Sachsens zum modernen Verfassungs- und Rechtsstaat mit der Verabschiedung der (ersten) Sächsischen Verfassung 1831, dem Inkrafttreten des Sächsischen Bürgerlichen Gesetzbuches 1865 und der konsequenten Trennung von Justiz und Verwaltung 1873/74, allerdings flankiert von politischen Spannungen (Herbstunruhen 1830, Maiaufstand 1849, Aufstieg der marxistischen Sozialdemokratie nach 1870) und gegenläufigen Entwicklungen (Reaktionszeit 1849–1854, Bundesstaat des Norddeutschen Bundes ab 1868 beziehungsweise des Deutschen Reiches ab 1871).
wirtschaftlichder Aufstieg Sachsens zum führenden Industrie- und Handelsstaat in Mitteleuropa, ablesbar an den Absatzerfolgen und der ökonomischen Dominanz der sächsischen Industrie im Zollverein seit 1834, dem raschen Aufbau eines leistungsfähigen Ferneisenbahnnetzes ab 1837, der Behauptung des Leipziger Messehandels gegen Frankfurt und der Durchbruch Leipzigs als Welthandelsplatz nach Einführung der Mustermesse 1895, begleitet freilich vom Niedergang des klassischen Kleingewerbes und der sich ausbreitenden Massenarmut („Pauperismus“) sowie spektakulären Misserfolgen (wie dem Zusammenbruch der Leipziger Bank 1901).
1918 führte die Novemberrevolution zum Ende der Monarchie, und am 10. November folgte die Ausrufung des „Freistaats Sachsen“ durch Hermann Fleißner im Zirkus Sarrasani. Am 13. November dankte König Friedrich August III. auf Schloss Guteborn in Guteborn bei Ruhland ab. Sachsen verblieb im Anschluss als Gliedstaat innerhalb des Deutschen Reichs und begann wie dieses eine umfassende Verfassungsreform unter dem Ministerpräsidenten Richard Lipinski. Die republikanische Staatsform Sachsens wurde durch das vorläufige Grundgesetz vom Februar 1919 und endgültig durch die Verfassung des Freistaates Sachsen vom 1. November 1920 festgesetzt. Sachsen war nun als Freistaat (Republik) ein Bundesstaat der Weimarer Republik.

### Wappen

Kleines königlich-sächsisches Wappen. Das nebenstehend beschriebene große Mantelwappen ist ganz oben gezeigt.

Das große Wappen seit 7. Juni 1889 ist ein zweimal gespaltener und dreimal geteilter Schild mit gespaltenem Schildfuß.
Das Wappen zeigt im Schild
- Feld 1 Markgrafschaft Meißen
- Feld 2 Landgrafschaft Thüringen
- Feld 3 Pfalzgrafschaft Thüringen (Lauchstädt)
- Feld 4 Pfalzgrafschaft Sachsen (Pfalz Allstedt)
- Feld 6 Herrschaft Pleißen
- Feld 7 Vogtland (siehe auch: Wappen und Siegel der Vögte)
- Feld 9 Grafschaft Orlamünde
- Feld 10 Grafschaft Landsberg
- Feld 11 Markgrafschaft Oberlausitz
- Feld 12 Grafschaft Eisenberg

Im Schildfuß die Zeichen für die Burggrafschaft Altenburg und die Grafschaft Henneberg. Im goldgekrönten Herzschild (Feld 5 und 8) zeigt das Wappen die sächsische Raute. Die Helmzier steht für Vogtland, Thüringen, Sachsen, Meißen und Oberlausitz. Der Schild wird von je einem goldenen rotgezungten widersehenden Löwen an rechts und links gehalten. Der Schild ist vom Hausorden der Rautenkrone umhangen. Auf dem Band die Devise „Providentiae memor“ („Der Vorsehung eingedenk“). Ein purpurnes goldgekröntes Wappenzelt umgibt alles. Die Landesfarben sind Weiß-Grün.

## Verwaltungsgliederung des Königreiches

### Verwaltungsgliederung vor und nach 1815
Im ersten Jahrzehnt seines Bestehens blieb das Königreich Sachsen in die aus dem Mittelalter stammenden Ämter gegliedert, welche seit dem 16. Jahrhundert in sieben kursächsische Kreise (Erzgebirge, Kur, Leipzig, Meißen, Neustadt an der Orla, Thüringen, Vogtland) zusammengefasst waren. Daneben bestanden in den Markgrafschaften Ober- und Niederlausitz eigene Verwaltungsstrukturen; ebenso waren die an Kursachsen gefallenen Stiftsgebiete (Meißen, Merseburg, Naumburg-Zeitz) und Fürstentümer (Querfurt sowie die Harzgrafschaften Mansfeld und Stolberg) nicht „eingekreist“. (vgl. Liste der Kreise und sonstigen Gebiete Kursachsens)
Mit der „Generalinstruktion an die Kreis- und Amtshauptleute“ vom 22. Juni 1816 wurde die administrative Neugliederung des inzwischen wesentlich verkleinerten Königreiches herbeigeführt. Aus den bei Sachsen verbliebenen Landesteilen wurden innerhalb der sächsischen Erblande zunächst dreizehn größere Amtshauptmannschaften gebildet, die als Unterabteilungen direkt der Meißner (5), Erzgebirgischen (4) oder Leipziger (3) Kreishauptmannschaft unterstellt waren. Der kleine Vogtländische Kreis bildete nur eine Amtshauptmannschaft. Daneben bestanden in der Markgrafschaft Oberlausitz die eigenen Verwaltungsstrukturen fort: Unter der Oberamtsregierung zu Budissin (= Bautzen) gliederte sich die Landesverwaltung hier zum einen in die „Vierstädte mit Dorfschaften“ (der Begriff „Vierstädte“ bezieht sich auf die im sächsisch gebliebenen Teil der Oberlausitz gelegenen Städte des alten Oberlausitzer Sechsstädtebundes: Budissin, Kamenz, Löbau, Zittau), zum anderen in den (oberlausitzischen) Landkreis.

### Verwaltungsgliederung seit 1835

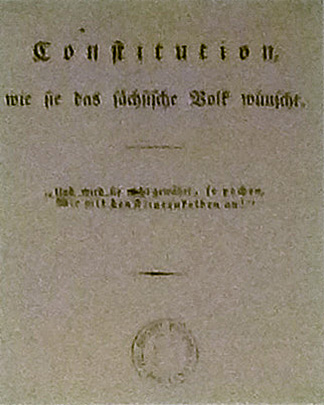
Titelblatt des Dokuments "Constitution, wie sie das sächsische Volk wünscht"

1831 nach der Verabschiedung der Sächsischen Verfassung und der dadurch gegebenen staatsrechtlichen Vereinheitlichung des Königreiches wurde auch eine administrative Neugliederung des Staatsgebietes erforderlich. Mit Verordnung vom 6. April 1835 wurden deshalb die in den alten Erblanden bestehenden Kreishauptmannschaften und in der Oberlausitz die Oberamtsregierung aufgehoben. Stattdessen wurden vier Kreisdirektionen errichtet, die ihren Sitz in Budissin/Bautzen, Dresden, Leipzig und Zwickau hatten. Die Kreisdirektion Dresden zählte zunächst fünf, ab 1838 vier Amtshauptmannschaften und umfasste hauptsächlich den bisherigen Meißnischen Kreis, griff nun aber auch auf das Osterzgebirge aus. Die Kreisdirektion Zwickau wurde aus den vormaligen Kreisen Erzgebirge (einschließlich Herrschaft Schönburg) und Vogtland gebildet und zählte fünf Amtshauptmannschaften. Die Kreisdirektion Leipzig zählte zunächst drei, ab 1838 vier Amtshauptmannschaften und umfasste neben dem bisherigen Leipziger Kreis auch kleinere Gebiete des ehemals östlich anstoßenden Meißnischen Kreises. Die Kreisdirektion Budissin/Bautzen umfasste den oberlausitzischen Landesteil sowie im Westen einige zuletzt zum Meißnischen Kreis gehörige stiftsmeißnischen Gebiete. Sie wurde erst 1838 in zwei Amtshauptmannschaften (Budissin/Bautzen, Zittau) untergliedert.
Seit 1838 bestanden
1. die Kreisdirektion Dresden mit den Amtshauptmannschaften Dresden, Meißen, Pirna, Freiberg,
2. die Kreisdirektion Leipzig mit den Amtshauptmannschaften Leipzig, Rochlitz, Grimma, Döbeln,
3. die Kreisdirektion Zwickau mit den Amtshauptmannschaften Chemnitz, Zwickau, Forchheim (1871: Annaberg), Plauen/Vogtl., Herrschaft Schönburg,
4. die Kreisdirektion Budissin (ab 1868: Bautzen) mit den Amtshauptmannschaften Budissin/Bautzen, Zittau.

Verwaltungsgliederung mit Einwohnerzahlen 1871
| Amtshauptmannschaft    | Einwohner 1871 |
| ---------------------- | -------------- |
| Bautzen                | 162.862        |
| Löbau                  | 167.271        |
| Kreisdirektion Bautzen | 330.133        |

| Amtshauptmannschaft    | Einwohner 1871 |
| ---------------------- | -------------- |
| Dresden                | 321.455        |
| Freiberg               | 129.613        |
| Meißen                 | 122.328        |
| Pirna                  | 104.275        |
| Kreisdirektion Dresden | 677.671        |

| Amtshauptmannschaft    | Einwohner 1871 |
| ---------------------- | -------------- |
| Döbeln                 | 110.992        |
| Grimma                 | 108.319        |
| Leipzig                | 258.644        |
| Rochlitz               | 111.422        |
| Kreisdirektion Leipzig | 589.377        |

| Amtshauptmannschaft (ggf. Sitz)    | Einwohner 1871 |
| ---------------------------------- | -------------- |
| Chemnitz                           | 262.197        |
| Forchheim (in Annaberg)            | 141.745        |
| Herrschaft Schönburg (in Glauchau) | 131.328        |
| Plauen/Vogtl.                      | 202.881        |
| Zwickau                            | 220.912        |
| Kreisdirektion Zwickau             | 959.063        |

### Die Verwaltungsreform von 1873/74
Mit dem Organisationsgesetz vom 21. April 1873 wurde die Verwaltungsgliederung des Königreiches nochmals entscheidend umgestaltet. Die vier Kreisdirektionen wurden abgeschafft und stattdessen wieder Kreishauptmannschaften eingeführt. Gleichzeitig wurde die Zahl der Amtshauptmannschaften auf 25 erhöht. Die drei größten Städte des Königreiches, Leipzig, Dresden und Chemnitz, wurden bezirksfrei und unterstanden damit direkt der jeweiligen Kreishauptmannschaft. (Der hierfür heute gebräuchliche Terminus Stadtkreis stammt aus Preußen und wurde im Königreich Sachsen nicht verwendet.)

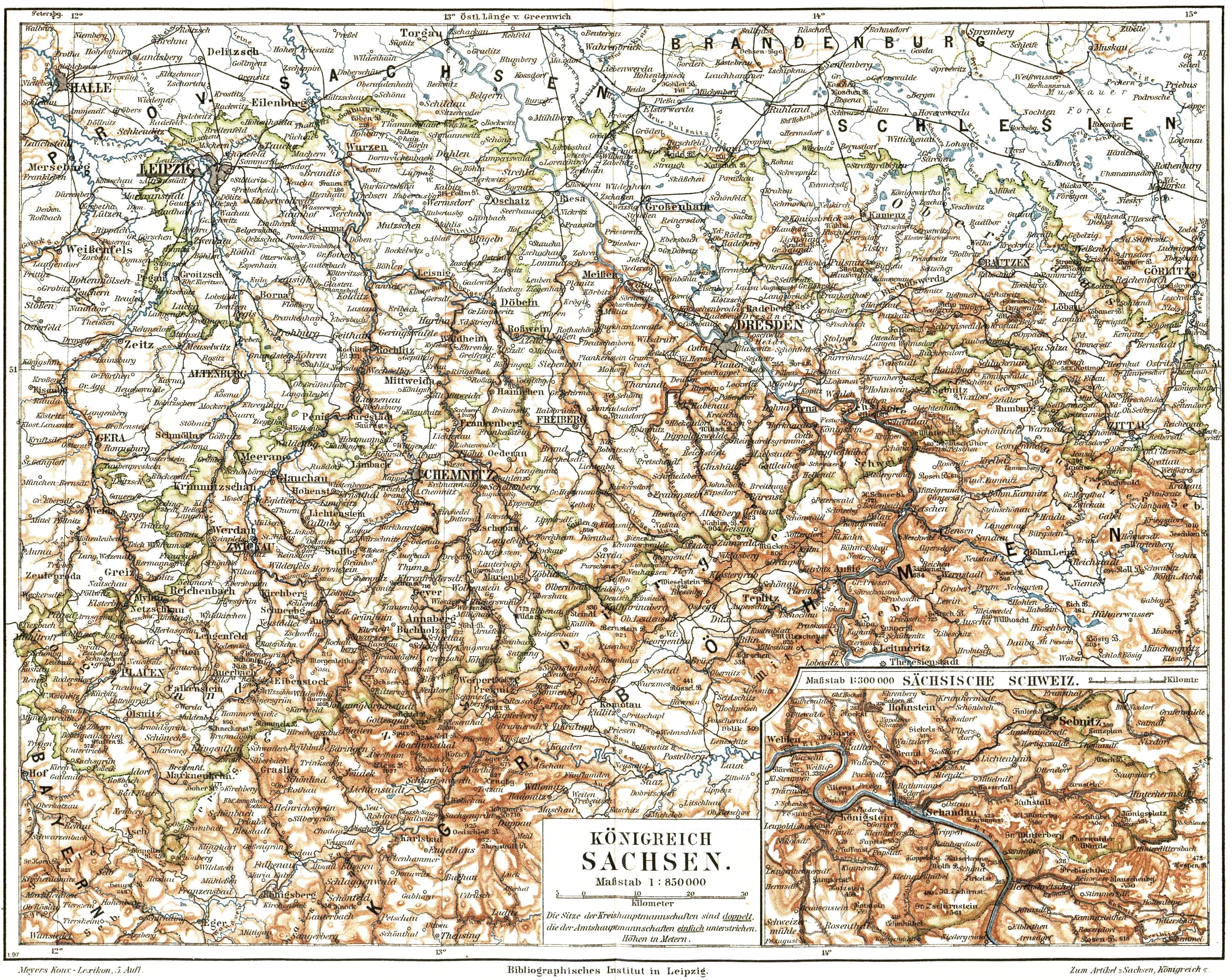
Königreich Sachsen 1895

Die neu geschaffene Verwaltungsgliederung trat erst mit Wirkung zum 15. Oktober 1874 in Kraft. Ihre Bedeutung bestand auch darin, dass erst jetzt die volle Trennung zwischen Justiz und Verwaltung im Königreich erfolgte und die Amtshauptmannschaften dadurch echte Untere Verwaltungsbehörden wurden. 1878 wurde in der Kreishauptmannschaft Zwickau aus der Herrschaft Schönburg die Amtshauptmannschaft Glauchau gebildet. Die Amtshauptmannschaft Dresden wurde 1880 in die Amtshauptmannschaften Dresden-Altstadt und Dresden-Neustadt getrennt (1924 zurückgenommen). Im Jahr 1900 wurde mit Chemnitz eine fünfte Kreishauptmannschaft geschaffen, die aus der Kreishauptmannschaft Zwickau abgetrennt wurde. Bis 1918 erhöhte sich die Zahl der Amtshauptmannschaften und der bezirksfreien Städte weiter.
Seit 1874 bestanden
- in der Kreishauptmannschaft Bautzen
  - die Amtshauptmannschaften Bautzen, Kamenz, Löbau und Zittau,
- in der Kreishauptmannschaft Chemnitz (seit 1900; vorher Kreishauptmannschaft Zwickau):
  - die bezirksfreie Stadt Chemnitz,
  - die Amtshauptmannschaften Annaberg, Chemnitz, Flöha, Glauchau (seit 1878; zuvor: Herrschaft Schönburg), Marienberg und Stollberg (seit 1910),
- in der Kreishauptmannschaft Dresden
  - die bezirksfreie Stadt Dresden
  - die Amtshauptmannschaften Dippoldiswalde, Dresden (bis 1880) bzw. Dresden-Altstadt und Dresden-Neustadt (ab 1880) Freiberg, Großenhain, Meißen und Pirna
- in der Kreishauptmannschaft Leipzig
  - die bezirksfreie Stadt Leipzig
  - die Amtshauptmannschaften Borna, Döbeln, Grimma, Leipzig, Oschatz und Rochlitz
- in der Kreishauptmannschaft Zwickau
  - die bezirksfreien Städte Plauen (seit 1907), Zwickau (seit 1907),
  - die Amtshauptmannschaften Auerbach, Oelsnitz, Plauen, Schwarzenberg und Zwickau.

### Gemeindeverzeichnis 1910
Bei der Volkszählung mit Stand vom 1. Dezember 1910 (bzw. im Falle selbständiger Gutsbezirke 1. Dezember 1900) wurden 3.156 Kommunen, darunter 135 Städte und 3.021 Gemeinden, aufgeführt. Für die Kreishauptmannschaften ergibt sich folgendes Ergebnis:
| Kreishauptmannschaft | Gemeinden | Fläche        | Einwohner | zu den Statistiken der Kreishauptmannschaften/Amtshauptmannschaften/Gemeinden                         |
| -------------------- | --------- | ------------- | --------- | --- |
| Bautzen              | 530       | 2.469,73 km²  | 443.549   | siehe: Gemeindeverzeichnis der Kreishauptmannschaft Bautzen, der Amtshauptmannschaften und Gemeinden  |
| Chemnitz             | 303       | 2.072,19 km²  | 920.543   | siehe: Gemeindeverzeichnis der Kreishauptmannschaft Chemnitz, der Amtshauptmannschaften und Gemeinden |
| Dresden              | 930       | 4.336,86 km²  | 1.350287  | siehe: Gemeindeverzeichnis der Kreishauptmannschaft Dresden, der Amtshauptmannschaften und Gemeinden  |
| Leipzig              | 935       | 3.567,35 km²  | 1.234.623 | siehe: Gemeindeverzeichnis der Kreishauptmannschaft Leipzig, der Amtshauptmannschaften und Gemeinden  |
| Zwickau              | 458       | 2.546,81 km²  | 857.659   | siehe: Gemeindeverzeichnis der Kreishauptmannschaft Zwickau, der Amtshauptmannschaften und Gemeinden  |
| KÖNIGREICH           | 3.156     | 14.992,94 km² | 4.806.661 | |

| AH               | Einwohner |
| ---------------- | --------- |
| Annaberg         | 111.309   |
| Auerbach         | 127.250   |
| Bautzen          | 136.600   |
| Borna            | 82.152    |
| Chemnitz         | 129.919   |
| Dippoldiswalde   | 58.310    |
| Dresden-Altstadt | 114.834   |
| Dresden-Neustadt | 123.784   |
| Döbeln           | 121.994   |
| Flöha            | 98.018    |
| Freiberg         | 117.493   |
| Glauchau         | 153.457   |
| Grimma           | 110.337   |
| Großenhain       | 90.904    |
| Kamenz           | 76.060    |
| Leipzig          | 149.623   |
| Löbau            | 107.580   |
| Marienberg       | 65.760    |
| Meißen           | 131.175   |
| Oschatz          | 58.103    |
| Ölsnitz          | 74.679    |
| Pirna            | 165.479   |
| Plauen           | 100.405   |
| Rochlitz         | 122.564   |
| Schwarzenberg    | 142.976   |
| Stollberg        | 74.273    |
| Zittau           | 123.299   |
| Zwickau          | 217.535   |
| Chemnitz, Stadt  | 287.807   |
| Dresden, Stadt   | 548.308   |
| Leipzig, Stadt   | 589.850   |
| Plauen, Stadt    | 121.272   |
| Zwickau, Stadt   | 73.542    |

| Stadt                | Einwohner | Stadt              | Einwohner |
| -------------------- | --------- | ------------------ | --------- |
| Zittau               | 37.084    | Scheibenberg       | 2.633     |
| Freiberg             | 36.237    | Nerchau            | 2.592     |
| Meißen               | 33.884    | Augustusburg       | 2.491     |
| Bautzen              | 32.754    | Elterlein          | 2.481     |
| Reichenbach          | 29.685    | Zöblitz            | 2.407     |
| Crimmitschau         | 28.818    | Grünhain           | 2.587     |
| Meerane              | 25.470    | Jöhstadt           | 2.212     |
| Glauchau             | 25.155    | Wolkenstein        | 2.116     |
| Werdau               | 20.830    | Siebenlehn         | 1.993     |
| Döbeln               | 19.627    | Mühltroff          | 1.889     |
| Pirna                | 19.525    | Stolpen            | 1.741     |
| Aue                  | 19.363    | Oberwiesenthal     | 1.729     |
| Wurzen               | 18.582    | Altenberg          | 1.636     |
| Mittweida            | 17.800    | Mutzschen          | 1.562     |
| Annaberg             | 17.028    | Regis              | 1.489     |
| Limbach              | 16.806    | Trebsen            | 1.465     |
| Hohenstein-Ernstthal | 15.776    | Bernstadt          | 1.435     |
| Falkenstein/Vogtl.   | 15.744    | Elstra             | 1.425     |
| Riesa                | 15.287    | Gottleuba          | 1.414     |
| Ölsnitz              | 13.951    | Berggießhübel      | 1.327     |
| Frankenberg          | 13.576    | Geising            | 1.316     |
| Radeberg             | 13.413    | Sayda              | 1.311     |
| Auerbach/Vogtl.      | 12.721    | Frauenstein        | 1.281     |
| Waldheim             | 12.352    | Wehlen (Stadt)     | 1.264     |
| Großenhain           | 12.217    | Hohnstein          | 1.217     |
| Kamenz               | 11.533    | Neusalza           | 1.212     |
| Grimma               | 11.440    | Weißenberg         | 1.212     |
| Sebnitz              | 11.406    | Kohren             | 820       |
| Löbau                | 11.261    | Liebstadt          | 707       |
| Oschatz              | 10.818    | Bärenstein (Stadt) | 609       |

| Großgemeinde    | Einwohner       | Kleingemeinde                         | Einwohner                             |
| --------------- | --------------- | ------------------------------------- | ------------------------------------- |
| Ölsnitz         | 16.213          | Obergoseln                            | 36                                    |
| Schönefeld      | 14.879          | Thümmlitz                             | 36                                    |
| Niederplanitz   | 12.363          | Daranitz                              | 35                                    |
| Leutzsch        | 12.327          | Lessa                                 | 35                                    |
| Oberplanitz     | 12.296          | Döbschke                              | 34                                    |
| Neugersdorf     | 11.595          | Albertitz                             | 33                                    |
| Radebeul        | 11.402          | Löbschütz bei Lommatzsch              | 33                                    |
| Deuben          | 11.009          | Wüstenhain                            | 33                                    |
| Ebersbach       | 9.585           | Muldenhammer                          | 33                                    |
| Rodewisch       | 9.494           | Mehltheuer                            | 31                                    |
| Mockau          | 9.211           | Kobitzsch                             | 31                                    |
| Potschappel     | 8.992           | Pitschütz                             | 31                                    |
| Lugau           | 8.713           | Großsteinbach                         | 31                                    |
| Wilkau          | 8.122           | Streitwald                            | 29                                    |
| Seifhennersdorf | 8.116           | Pommlitz                              | 29                                    |
| Großröhrsdorf   | 8.012           | Windorf                               | 28                                    |
| Großschönau     | 7.806           | Sora                                  | 26                                    |
| Gersdorf        | 7.730           | Bocka                                 | 24                                    |
| Thalheim        | 7.711           | Neustädtel                            | 24                                    |
| Blasewitz       | 7.659           | Cunnertswalde                         | 24                                    |
| Oberlungwitz    | 7.657           | Hartha                                | 23                                    |
| Schönheide      | 7.597           | Kleinkunitz                           | 22                                    |
| Reichenau*      | 7.386           | Kleintrebnitz                         | 22                                    |
| Reinsdorf       | 7.385           | Kleinwischstauden                     | 22                                    |
| Mügeln          | 7.072           | Liebon                                | 21                                    |
| Wahren          | 6.692           | Dennschütz                            | 21                                    |
| Harthau         | 6.484           | Marschau                              | 20                                    |
| Niederhaßlau    | 6.474           | Dobschütz                             | 19                                    |
| Weinböhla       | 6.284           | Oberreußen                            | 18                                    |
| Wittgensdorf    | 6.258           | Pautzsch                              | 18                                    |
| (*) heute Polen | (*) heute Polen | durchgestrichen = Wüstung; devastiert | durchgestrichen = Wüstung; devastiert |

| Gutsbezirk                                              | Einwohner |
| ------------------------------------------------------- | --------- |
| Landesanstalt Hubertusburg                              | 2.009     |
| Kaserne Möckern                                         | 1.792     |
| Gutsbezirk Landesheil- und Pflegeanstalt Hochweitzschen | 1.136     |
| Landesstrafanstalt Hoheneck                             | 1.037     |
| Festung Königstein                                      | 718       |
| Staatsgut Untergöltzsch                                 | 717       |
| Landesanstalt Bräunsdorf                                | 416       |
| Landesstrafanstalt Voigtsberg                           | 327       |
| Landeskorrektionsanstalt Hohenstein                     | 305       |
| Landesanstalten Sachsenburg                             | 294       |
| Hammergut Schönheiderhammer                             | 264       |
| Hammergut Erla                                          | 248       |
| Rittergut Gelenau                                       | 221       |
| Truppenübungsplatz Zeithain                             | 217       |
| Rittergut Breitenfeld bei Leipzig                       | 202       |
| Rittergut Kleinstruppen                                 | 201       |
| Rittergut Lützschena                                    | 194       |
| Rittergut Wiesenburg                                    | 183       |
| Rittergut Gersdorf bei Roßwein                          | 173       |
| Hammergut Rautenkranz                                   | 171       |
| Hammergut Breitenhof                                    | 170       |
| Hammergut Blauenthal                                    | 168       |
| Rittergut Thallwitz                                     | 161       |
| Kloster Sankt Marienstern                               | 159       |
| Gutsbezirk Kloster Sankt Marienthal                     | 156       |
| Rittergut Mittelfrohna                                  | 153       |
| Rittergut Schönfeld bei Großenhain                      | 139       |
| Rittergut Skassa                                        | 135       |
| Rittergut Berthelsdorf bei Herrnhut                     | 130       |
| Herrschaft Schönberg-Glauchau                           | 130       |

## Liste der Könige von Sachsen
- 1806–1827 Friedrich August I. der Gerechte (* 1750; † 1827), 1807–1815 zugleich Herzog von Warschau; zuvor seit 1763 (unter dem Namen Friedrich August III.) Kurfürst von Sachsen und 1791 erwählter König von Polen
- 1827–1836 Anton der Gütige (* 1755; † 1836), Bruder des vorigen
- 1836–1854 Friedrich August II. (* 1797; † 1854), Neffe des vorigen
- 1854–1873 Johann (* 1801; † 1873), Bruder des vorigen
- 1873–1902 Albert (* 1828; † 1902), Sohn des vorigen
- 1902–1904 Georg (* 1832; † 1904), Bruder des vorigen
- 1904–1918 Friedrich August III. (* 1865; † 1932) (Abdankung), Sohn des vorigen